# 蘭普金 (喬治亞州)
蘭普金（英語：Lumpkin）是一個位於美國喬治亞州斯圖爾特縣的城市。根據2010年美國人口普查，該地人口為2741人，而該地的面積約為4.10平方千米。同時該地也是斯圖爾特縣的縣治。

## 地理
蘭普金的座標為32°02′59″N 84°47′45″W / 32.04972°N 84.79583°W，而該地的平均海拔高度為183米（即600英尺）。